# Maximilià Thous i Llorens
Pour les articles homonymes, voir Llorenç.
Maximilià Thous i Llorens, né à Valence le 24 novembre 1900 et mort dans la même ville en 1957, est un écrivain et homme politique valencien, fils de Maximilià Thous i Orts.

## Biographie
Il publie plusieurs recueils de poésies en langue catalane et participe à la revue Taula de Lletres Valencianes.
Membre de diverses entités valencianistes culturelles ou politiques, il milite dans la Joventut Valencianista, mais en 1930 il intègre l'Agrupació Valencianista Republicana, pour a fondé en 1935 le Partit Valencianista d'Esquerra avec Enric Navarro i Borràs et Ricard Blasco.
En 1932, il figure parmi les signataires des Normes de Castelló.

## Œuvres
- Primer recull de versos (1948)[1]
- El poema de la Llonja (1949)[1]
- Esqueix (1953)